# 越剧

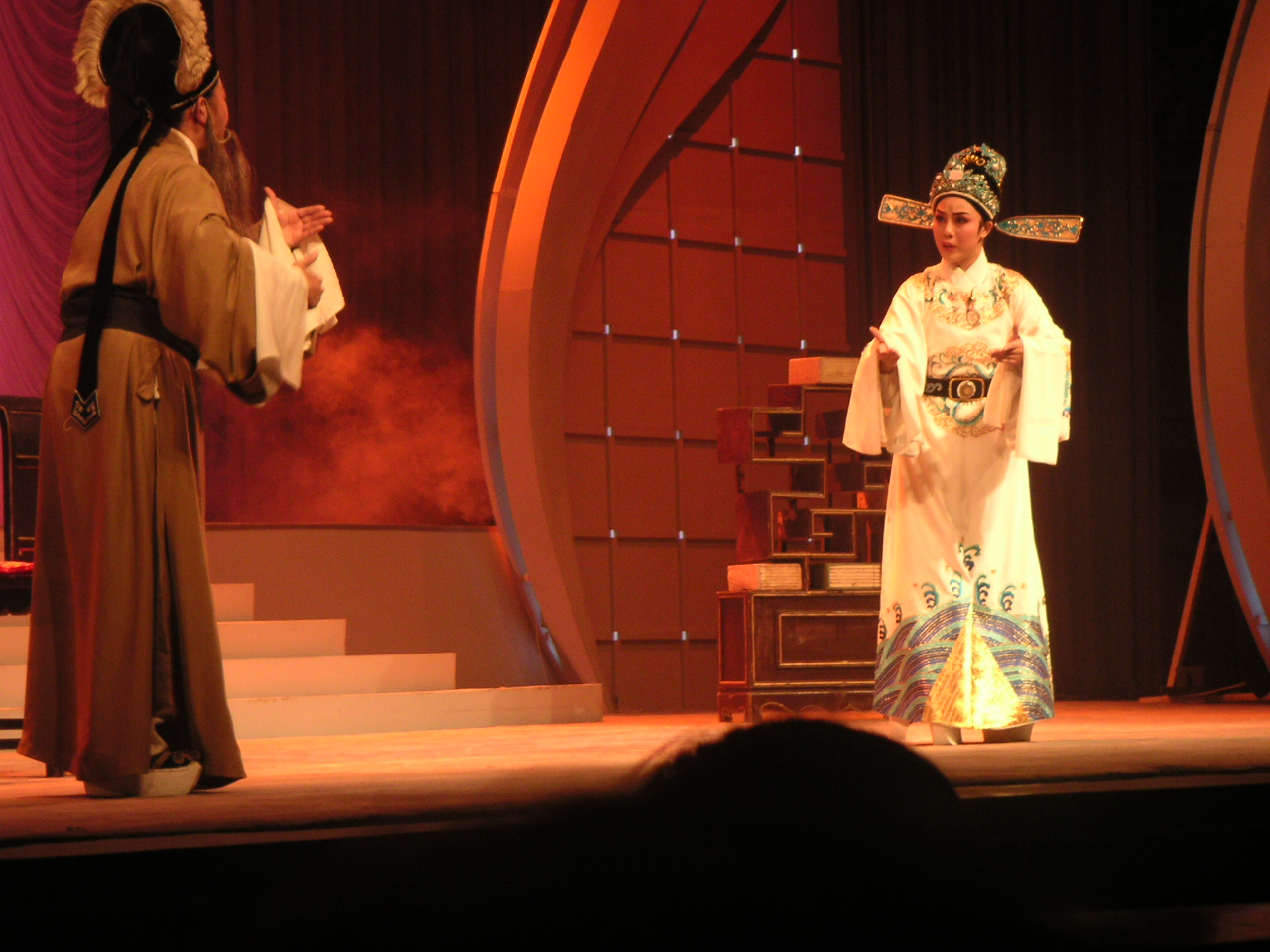
越剧《碧玉簪》

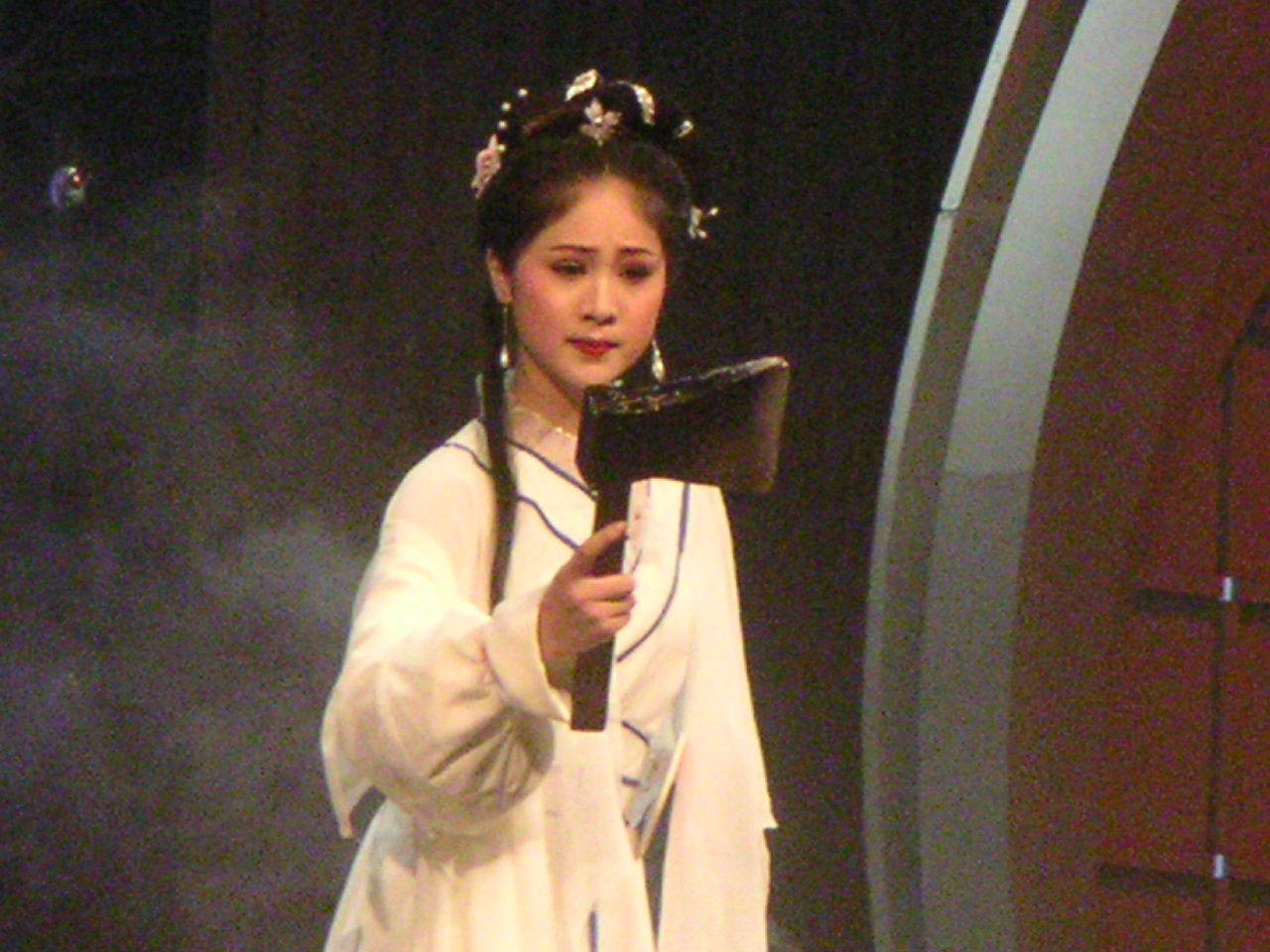
2006年7月26日，第一届越女争锋上海赛区39号选手李旭丹演出越剧《蝴蝶梦·劈棺》

越剧，中国主要戏曲剧种之一，起源于浙江嵊州，兴盛于上海，主要流行于苏浙沪等地区，目前为中国第二大戏曲剧种。 越剧曲调婉转柔美，小提琴协奏曲《梁祝》的主旋律就采用了越剧的曲调。
越剧在早期只有男演员，进入上海发展后因女班演出广受欢迎，便发展为各角色均由女演员扮演的女子越剧。1949年后，开始招收部分男演员，但现在仍以女子越剧为主。越剧原来流行于苏浙沪一带，后在中國广受欢迎。 越剧舞台语音的基础语音是嵊县方言音。在越剧发展过程中，越剧语音在嵊州方言的基础上，吸收了中州音韵和官话的语音，这促使越剧扩大了观众范围。
2006年5月，越剧被列为中国文化部第一批国家级非物质文化遗产。

## 名称来源
越剧，又叫绍兴戏，英文名Yue Opera。目前对越剧的最早起源有争议，由于当时各地各人说法叫法不同，而目前可靠资料记载也各有出入，致使人们对越剧名称演变的缘由和各时期的定名时间尚未有准确的考证和认同。 一般认为源于浙江等地的民间戏曲。
当前主流观点一般认同以下说法：
早期在嵊县（现嵊州）地区农村形成时因其以随处都可以演唱，故被称为「落地唱书」。后随落地唱书发展，收到当地民众欢迎和喜爱，逐渐形成了规模，于清朝光绪三十二年（1906年）春开始演变为在农村草台（草台是指为农闲时在婚丧嫁娶或节庆庙会等特殊日期上进行戏剧杂耍等表演的业余班子而搭建的临时戏台）演出的戏曲形式，其被称为小歌班、的笃班、绍兴文戏、草台班戏等。
发展到1939年，越剧已在上海有了很多戏迷和喜好者，但是这十数家戏班在报刊广告和其他对外宣传中并未统一名称，小歌班、的笃班、绍兴文戏、草台班戏等名称都各自沿用。后被“越吟舞台”头肩花旦姚水娟聘为编导的樊迪民（时任《大公报》记者，改名“樊篱”）有意把“绍兴文戏”改个固定的名称，他自娱偶而翻到李白诗词中的《越女词（页面存档备份，存于）》，玩味李的意境后，其诗中的「镜湖水如月，耶溪女如雪。新妆荡新波，光景两奇绝。」令樊迪民感到了越女之美和越地之秀，遂决意用“越剧”一词。时值日军侵华，樊迪民觉得古有越王忍辱负重击败吴国的典故，再次坚定了“越剧”正名的想法。姚水娟听从樊迪民之意，将其海报广告都更名为“越剧”。同时樊迪民给茹伯勋主编的《戏剧报》投了一篇说明正名为“越剧”的动机和意义的文章，告之于戏剧同行和观众。自此以后，各地都渐渐统称其为“越剧”。

## 历史
越剧產生于1906年，是历史较新的剧种。

### 清朝时期
- 落地唱书时期（1906年前）

越剧的前身为落地唱书，19世纪末流行于浙江省嵊县一带。落地唱书的表演者一般出身于农民或手工业者。

### 中华民国大陆时期
- 小歌班时期 (1906年-1921年)

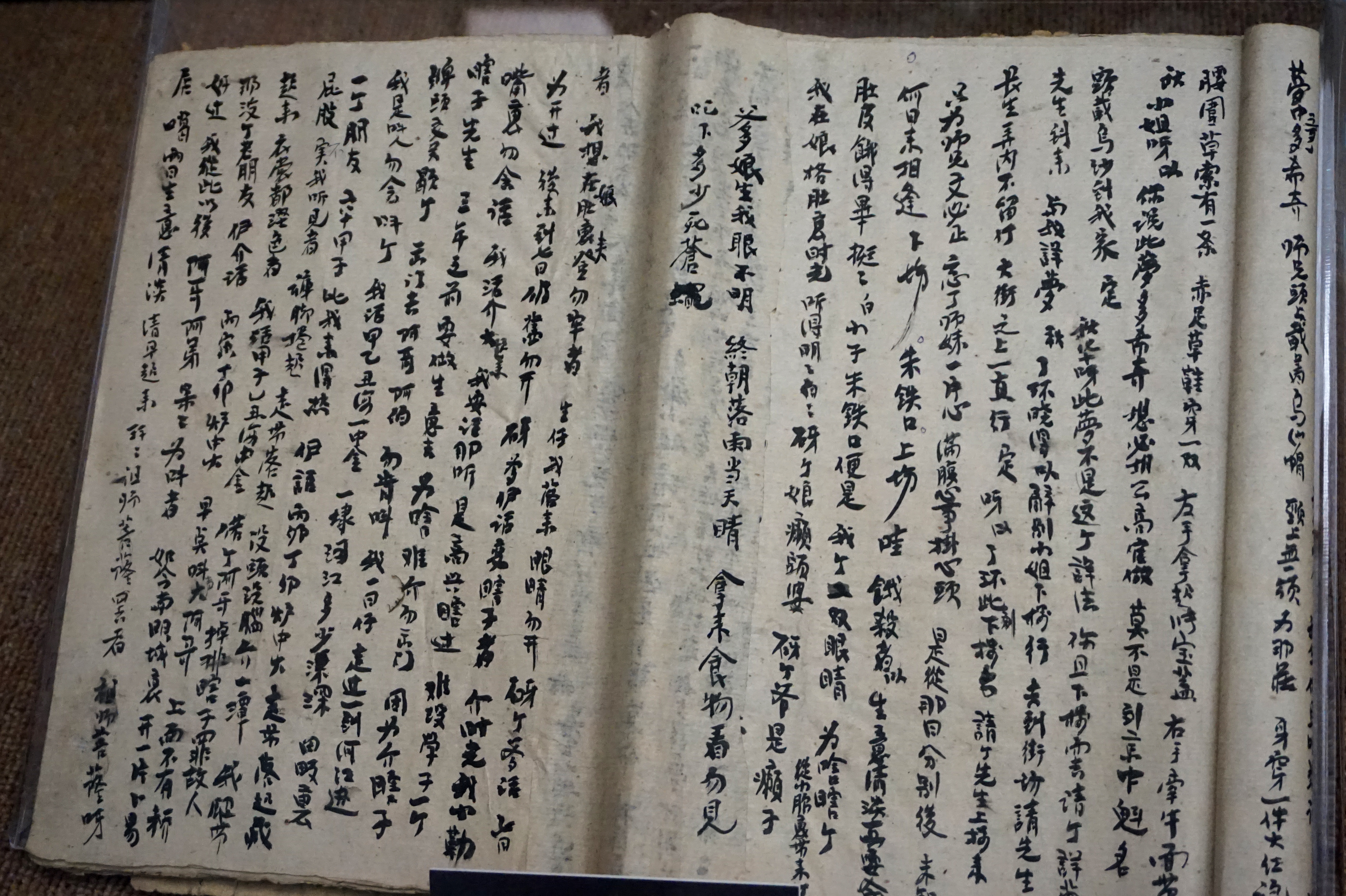
1906年东王村越剧诞生演出时所言剧目（《双金花》《倪凤扇茶》）手抄提纲本。嵊州越剧博物馆藏

1906年农历三月初三（3月27日），高炳火、李世泉等在东王村演出，这是越剧的第一次正式演出，这一天被认定为越剧诞生日，东王村也成为越剧诞生地。此时的越剧称为小歌班。1917年，小歌班第一次进入上海演出。 这时的越剧缺少配乐，表演也还处于初期发展阶段。
- 绍兴文戏时期 (1921年-1938年)

1921年，越剧始以“绍兴文戏”为名。1923年农历五月廿七日，王金水与金荣水在浙江嵊县开办第一个绍兴文戏女子科班，这一天成为女子越剧诞生日。1924年，越剧女班第一次在上海演出。越剧女班的出现，改变了越剧的发展方向。此时女班开始出现，男班与女班并存，但仍以男班为主。
- 女子越剧时期 (1938年-1942年)

1937年抗战爆发后，越剧男班衰落，被女班取代。上海成为越剧中心。 根据樊迪民的建议，绍兴文戏正式更名为“越剧”。
- 新越剧时期 (1942年-1949年)

1942年，袁雪芬等力倡越剧改革，“新越剧”时期开始。自此开始，越剧建立了完备的编导制与剧本制，并创造了新的越剧主腔[尺调]和[弦下调]。1947年8月，尹桂芳、徐玉兰、竺水招、筱丹桂、袁雪芬、张桂凤、吴小楼、傅全香、徐天红、范瑞娟十位女演员发起联合义演，剧目为《山河恋》，史称“越剧十姐妹”。 此时的著名剧团有雪声剧团，芳华剧团、东山越艺社、少壮剧团、云华剧团、玉兰剧团、丹桂剧团等。

### 中华人民共和国时期
- 建国初期(1949年-1966年)

1949年9月，越剧表演家袁雪芬作为戏曲界特邀代表参加赴京参加新政协会议。毛泽东询问：“越剧是1942年开始改革的吗？”袁雪芬回答是的。毛泽东还说：“我看过《雪声纪念刊》。”
共和国成立后，原有的民营越剧团基本上被收归国有。部分越剧演出团体开始进行了男女合演方面的探索。 此时，越剧得到蓬勃发展。文革前，除广东，广西，西藏等省区外，中国大陆各省均有专业越剧团。
- 文革时期(1966年-1976年)

文化大革命时期，越剧遭受摧残。许多越剧团被迫解散。越剧艺术家也遭受迫害。小生演员尹桂芳因受迫害导致半身瘫痪。1968年，竺水招因受迫害致死。1969年夏，毛泽东在杭州听越剧《梁山伯与祝英台》录音后说：“越剧具有典型的南腔特色。曲调比较柔婉、细腻，擅长抒情。”“任何事物，都要一分为二。我看越剧还可以，不要全盘否定。”听了“改革越剧”的《红灯照》唱段后说：“各个地方剧种就要有自己的特色，不然，要那么多的地方戏干什么？一个剧种就够了嘛，我不赞成把越剧改成不像越剧。”1971年9月8日，毛泽东在杭州住地观看了电视转播俄男女合演越剧《半篮花生》后说：“这个戏有戏，一家人都很可爱。说明农民能够学哲学，也学得好。”“越剧味道出来了，越剧风格出来了。”可见，毛泽东对地方戏剧的改革在内容上肯定，在形式上则明显保留。
- 改革开放后(1976年至今)

文革结束后，许多遭解散的越剧团恢复建制。这一时期出现了单仰萍、王志萍、赵志刚，何英、韩婷婷、方亚芬等优秀演员。由于流行音乐等艺术形式的兴起以及文革造成的观众断层等原因，越剧观众不断流失。许多越剧团相继撤销。2006年，经中华人民共和国国务院批准，越剧被文化部确定为第一批国家级非物质文化遗产。

## 表演

### 行当
越剧角色行当分为小生、小旦、老生、老旦、小丑、大面六个。目前越剧剧目多以小生小旦为主。自从1940年代，越剧改革以来，行当界限并不严格。
- 小旦 指年轻女性角色。可分为悲旦、花旦、闺门旦、花衫、正旦、武旦六种。
- 小生 指年轻男性角色。可细分为书生、穷生、官生、武生四种。
- 老生 指老年男性角色。可分为正生、老外两种。
- 老旦 指老年女性角色。如《红楼梦》里的贾母，《西厢记》里的崔夫人。
- 小丑 又叫小花脸，越剧里的滑稽角色。可分为长衫丑、官丑、短衫丑、女丑。
- 大面 又叫大花脸，多为奸恶角色，有时亦为耿直角色。如《追鱼》中的包公。

### 唱腔
越剧中的主要腔调是[四工调]、[尺调]、[弦下调]，除此之外，还有[C调腔],以男演员使用较多。 

### 音韵
越剧舞台语音的基础语音是嵊县方言音。部分采用近似普通话的读音，也有部分字音沿用嵊州方言中的生活语音。目前的越剧演出语音以前者为主。

### 做工
越剧表演的程式主要借鉴自绍剧、京剧、昆曲等剧种。

### 艺术流派
越剧目前常被提及的艺术流派有尹(桂芳)派、徐(玉兰)派、毕(春芳)派、范(瑞娟)派、陆(锦花)派、袁(雪芬)派、王(文娟)派、戚(雅仙)派、傅(全香)派、金(采凤)派、吕(瑞英)派、张(云霞)派、张(桂凤)派十三个流派。 除此之外还有竺水招派、吴小楼派、徐天红派、商芳臣派等流派。尹(桂芳)派、徐(玉兰)派、毕(春芳)派、范(瑞娟)派、陆(锦花)派、竺(水招)为小生流派，袁(雪芬)派、王(文娟)派、戚(雅仙)派、傅(全香)派、金(采凤)派、吕(瑞英)派、张(云霞)派为小旦流派，张桂凤派、吴小楼派、徐天红派、商芳臣派为老生流派。
越剧的流派发展对推动越剧的繁荣发展作出了重大贡献。

## 音乐
越剧音乐优美抒情，因而广受欢迎。《梁祝小提琴协奏曲》即是以越剧曲调为基础的。

### 乐器
越剧的主奏乐器为鼓板、越胡，其他乐器还有扬琴、二胡、中胡、大提琴等。演奏乐队传统上以中国民族乐器为主，分吹、拉、弹、打四部分。

## 舞台美术
越剧舞台美术独具特色，并曾为黄梅戏、潮剧、琼剧、豫剧等剧种所借鉴。越剧服装清丽柔美，并借鉴了古代仕女图样式，不同于传统戏曲服装繁琐的花式，旦角尤为明显。同京剧等剧种相比，越剧化装以及布景较为写实化。

### 化装
越剧的化装兼采传统水粉化装法与电影话剧化装两者的长处，更多的使用油彩化装，风格柔美明快。在旦角化妆方面，越剧使用独特的越剧古装头套，造型上借鉴古装仕女画的发式。在古装戏中一般不使用脸谱式化装，与其他剧种相比更生活化。

### 服装

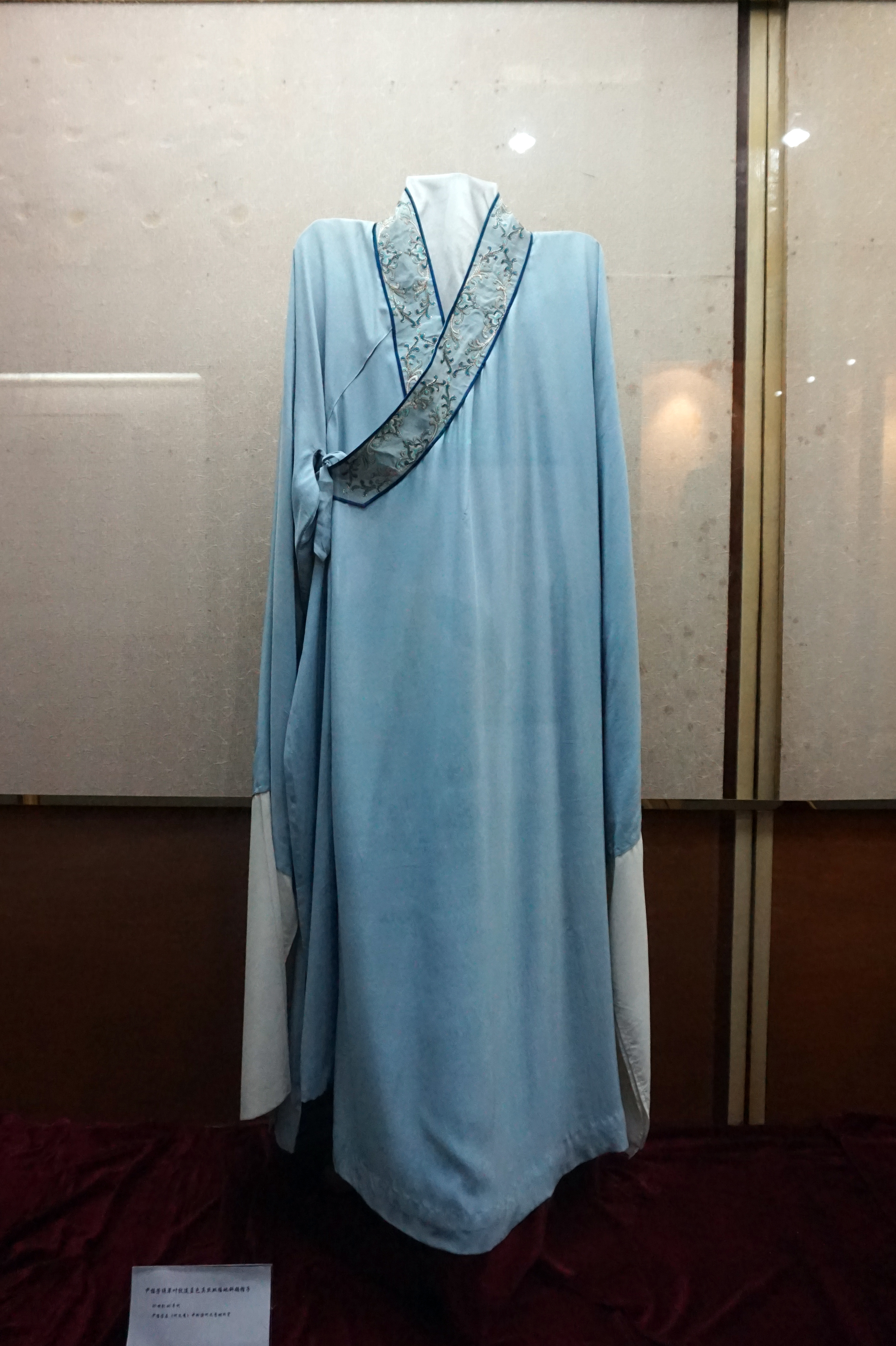
20世纪60年代，尹桂芳《何文秀》中所穿戏服。嵊州越剧博物馆藏。

越剧服装具有清丽柔美淡雅的特点。服装色彩上多用中间色，力求简洁，避免浓重的妆饰。越剧旦角服装，多借鉴中国传统人物画（特别是仕女画）与传统美术，裙子多为百褶裙，多系在上衣外。在衣料上，主要用无反光性面料，如绉缎、乔其纱等。

### 布景、道具
越剧布景与表演风格密切结合，采用立体布景，较其他剧种写实化。越剧中的道具不少直接采用生活用品或仿真制作，刀枪棍剑等常用道具则轻巧化。

### 灯光、效果、扩音、字幕
1940年代，舞台灯光与扩音设备被引入越剧演出活动中。1950年代，在剧场演出时，开始采用字幕放映工具，在舞台旁放映，以方便观众。1960年代，开始应用录音设备来制造声音效果，如雷声等。

## 导演
越剧是最早建立导演制的剧种之一。1940年代，袁雪芬倡导越剧改革，越剧开始确立编导制。导演制的确立，促进了越剧的发展。

## 剧目
越剧历史虽短，但发展迅速。据统计，至1949年前，各越剧演出团体上演的剧目近6000个。1949年后，剧团国有化，剧目也得到整理与进一步发展。
比较优秀的传统剧目有：《红楼梦》《梁山伯与祝英台》《碧玉簪》《情探》《追鱼》《盘夫索夫》《李翠英》《血手印》《打金枝》《西厢记》《孔雀东南飞》等；优秀的现代剧目有：《祥林嫂》《早春二月》《浪荡子》《家》《一缕麻》《第一次的亲密接触》等。

## 演出场所
越剧诞生时，艺人们是在木桶搭起的临时舞台上演出的，条件自然非常简陋。越剧进入上海后，越剧开始进入剧院演出。越剧繁盛之时，它在上海的大剧院中也争得了一席之地。

## 人物

### 越剧演员

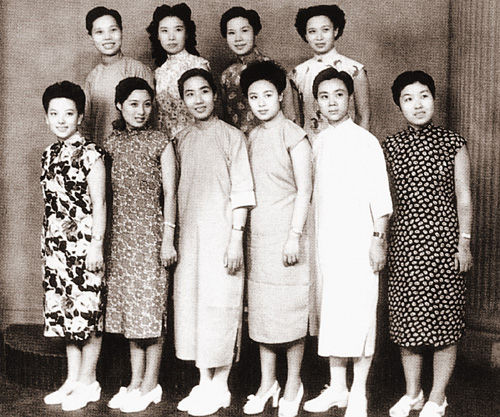
越剧十姐妹

越剧在早期只有男演员，进入上海发展后因女班演出广受欢迎，发展为各角色均由女演员扮演的女子越剧。1949年后，开始招收部分男演员，由于越剧声腔阴柔，男演员演出缺乏越剧声腔特点，所以现在大多采用女班戏，因此目前越剧界男演员稀少。
男班时期，著名小旦演员有：卫梅朵、白玉梅、费翠棠、金雪芳等，小生演员有：王永春、张云标、张志帆、支维永等，老生演员有：马潮水、娄天红、童正初、金晓邦等，老旦演员有：姚方松、金世明等，小丑演员有：马阿顺、金瑞苗等，大面演员有：金荣水、李桂芳等。
绍兴文戏时期，男演员渐少，著名小旦演员有：施银花、赵瑞花、小白玉梅、姚水娟、王杏花、筱丹桂、邢竹琴、支兰芳等，小生演员有：屠杏花、马樟花、竺素娥、李艳芳、魏素云、王水花等，老旦演员有：周宝奎，老生演员有：商芳臣等。施银花、赵瑞花、王杏花、姚水娟、筱丹桂合称“三花一娟一桂”。
之后又有尹桂芳、徐玉兰、竺水招、袁雪芬、张桂凤、吴小楼、傅全香、徐天红、范瑞娟、王文娟、戚雅仙、吕瑞英、张云霞等演员。尹桂芳、徐玉兰、竺水招、筱丹桂、袁雪芬、张桂凤、吴小楼、傅全香、徐天红、范瑞娟被称作越剧十姐妹。
文革后，著名小旦演员有方亚芬、王志萍、单仰萍、陈飞、吴素英、金静、黄依群、何赛飞、何英、陶慧敏、颜恝等，小生演员有韩婷婷、茅威涛、赵志刚、吴凤花、钱惠丽、郑国凤、萧雅、王君安等，老生演员有董柯娣等，老旦演员有章海灵、俞会珍等。

### 越剧职员
知名越剧导演有吴琛、黄沙、金风等。越剧编剧有陶贤、樊迪民、庄志、徐进、顾锡东、胡小孩等。知名越剧作曲有顾振遐、周大风等。舞美设计有苏石风等。

## 团体
著名越剧演出团体有上海越剧院、浙江越剧团、南京市越剧团、福建省芳华越剧团、杭州越剧院、浙江小百花越剧团、绍兴小百花越剧团、宁波小百花越剧团、嵊州市越剧团等。臺灣的劇團有新住民陶卉當家的雲水戲劇工作坊。

## 教育
浙江艺术学校、上海市戏曲学校等学校设有越剧表演专业。2007年，上海市戏曲学校（即为上海戏剧学院附属戏曲学校）首次招收越剧表演专业本科生，为越剧史上首次。越剧发源地嵊州市亦有嵊州市越剧艺术学校，从小培养越剧人才。